# تيمو بيرمان
تيمو بيرمان (بالألمانية: Timo Beermann)‏ (ولد في 10 ديسمبر 1990) هو لاعب كرة قدم ألماني. يلعب مع نادي هايدنهايم.

## انظر ايضاً
- روبيرت جلاتزل
- نيكولا دوفيدان
- دومينيك وايدمان

## روابط خارجية
- تيمو بيرمان على موقع قاعدة بيانات كرة القدم.إي يو (الإنجليزية)
- تيمو بيرمان على موقع بيانات كرة القدم. دي إي (الألمانية)
- تيمو بيرمان على موقع Soccerway.com (الإنجليزية)
- تيمو بيرمان على موقع عالم كرة القدم.نت (الإنجليزية)